# Shara Proctor
Shara Proctor (sinh ngày 16 tháng 9 năm 1988) là một vận động viên nhảy xa sinh ra ở Anguilla, thi đấu cho Vương quốc Anh kể từ năm 2011. Cô là người giữ kỷ lục quốc gia của cả Anguilla và Vương quốc Anh. Vào ngày 28 tháng 8 năm 2015 tại Giải vô địch thế giới ở Bắc Kinh, cô đã trở thành người nhảy đầu tiên của Anh, nữ, nhảy xa hơn 7 mét (7.07), lập kỷ lục mới của Anh và giành huy chương bạc vô địch thế giới trong quá trình này. Cô cũng đã giành được giải Kim cương IAAF 2013 trong sự kiện này. Em gái của cô là vận động viện chạy nước rút người Anguilla Shinelle Proctor.

## Sự nghiệp

### Đại diện cho Anguilla
Cô đã tham dự Thế vận hội Khối thịnh vượng chung 2006 và Giải vô địch thế giới năm 2007 cho Anguilla, nhưng không lọt vào vòng chung kết.
Vào tháng 11 năm 2010, cô chuyển lòng trung thành của mình sang Vương quốc Anh. Một lãnh thổ hải ngoại của Anh, Anguilla không có Ủy ban Olympic quốc gia (NOC) của riêng mình; Hiệp hội Olympic Anh được công nhận là NOC thích hợp cho các vận động viên như vậy và do đó các vận động viên Anguillan có hộ chiếu Anh đủ điều kiện đại diện cho Vương quốc Anh tại Thế vận hội Olympic. Tuy nhiên, sau khi chuyển giao lòng trung thành, Proctor cũng trở thành đủ điều kiện để cạnh tranh cho Vương quốc Anh tại Giải vô địch châu Âu và thế giới.

### Đại diện cho nước Anh
Vào năm 2012, Proctor đã giành được huy chương cao cấp đầu tiên của cô cho Vương quốc Anh, huy chương đồng trong môn nhảy xa trong Giải vô địch điền kinh trong nhà thế giới IAAF, sau khi nhảy kỷ lục trong nhà quốc gia Anh là 6,89 mét.
Cú nhảy dài nhất của cô ở ngoài trời là 7,07 mét trong môn nhảy xa, đạt được vào tháng 8 năm 2015 tại Bắc Kinh; và 13,74 mét trong ba lần nhảy, đạt được vào tháng 5 năm 2009 tại Greensboro.
Vào tháng 11 năm 2012, Proctor chuyển từ cơ sở đào tạo của cô tại Đại học Hàng không Embry-Riddle, Bãi biển Daytona đến Loughborough khi huấn luyện viên Rana Reider của cô được tuyển dụng để làm việc tại Vương quốc Anh. Khi Reider chuyển đến Hà Lan, Proctor đã chuyển đến ở cùng với huấn luyện viên của cô.  

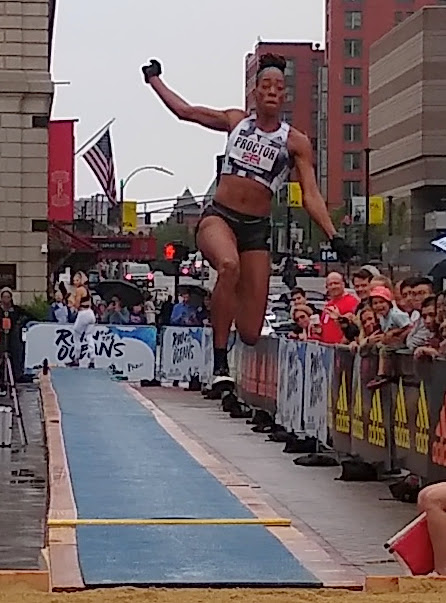
Shara Proctor cạnh tranh trong môn nhảy xa tại Adidas Boost Boston Games năm 2019.

Vào ngày 28 tháng 8 năm 2015 tại Giải vô địch thế giới ở Bắc Kinh, cô đã trở thành nữ vận động viên nhảy xa đầu tiên của Anh nhảy cao hơn 7 mét (7.07), lập kỷ lục mới của Anh và giành huy chương bạc.

## Thành tựu
{| class="wikitable sortable" style=" text-align:center;"
|-
!Năm
!Giải đấu
!Địa điểm
!Thứ hạng
!Nội dung
!Chú thích
|-
|-
!colspan="6"|Representing  Anguilla
|-
|rowspan="2" |2003
|rowspan="2" |CARIFTA Games (U17)
|rowspan="2" |Port of Spain, Trinidad and Tobago
|8th
|High jump
|1.55m
|-
|bgcolor=cc9966|3rd
|Long jump
|5.45m   (1.1 m/s)
|-
|rowspan ="3" |2004
|rowspan ="2" |CARIFTA Games (U17)
|rowspan ="2" |Hamilton, Bermuda
|6th
|High jump
|1.50m
|-
|bgcolor=silver|2nd
|Long jump
|5.83m w (NWI)
|-
|CAC Junior Championships (U17)
|Port of Spain, Trinidad and Tobago
|bgcolor="gold"  | 1st
|Long jump
|5.99m
|-
|rowspan ="2" |2005
|rowspan ="2" |CARIFTA Games (U-20)
|rowspan ="2" |Bacolet, Trinidad and Tobago
|5th (h)
|200 m
|26.66   (0.0 m/s)
|-
|bgcolor=silver|2nd
|Long jump
|6.24m NR 
 (0.4 m/s)
|-
|rowspan=4|2006
|CARIFTA Games (U-20)
|Les Abymes, Guadeloupe
|bgcolor=gold|1st
|Long jump
|6.17m   (0.0 m/s)
|-
|Commonwealth Games
|Melbourne, Australia
|13th (q)
|Long jump
|6.06 m
|-
|CAC Junior Championships (U20)
|Port of Spain, Trinidad and Tobago
|bgcolor="cc9966"  | 3rd
|Long jump
|6.08m
|-
|World Junior Championships
|Bắc Kinh, Trung Quốc
|16th (q)
|Long jump
|6.01 m (wind: 0.0 m/s)
|-
|rowspan="2" |2007
|CARIFTA Games (U-20)
|Providenciales, Turks and Caicos Islands
|bgcolor=gold|1st
|Long jump
|6.17m    (−0.3 m/s)
|-
|World Championships
|Osaka, Japan
|29th (q)
|Long jump
|5.82 m
|-
|rowspan=4|2008
|rowspan=2|Central American and Caribbean Championships
|rowspan=2|Cali, Colombia
|bgcolor="silver"  | 2nd
|Long jump
|6.54 m
|-
|7th
|Triple jump
|12.99 m
|-
|rowspan=2|NACAC U-23 Championships
|rowspan=2|Toluca, México
|4th
|Long jump
|6.23m (wind: NWI) A
|-
|bgcolor=silver|2nd
|Triple jump
|13.11m (wind: NWI) A
|-
|rowspan=2|2009
|Central American and Caribbean Championships
|Havana, Cuba
|bgcolor="gold"| 1st
|Long jump
|6.61 m
|-
|World Championships
|Berlin, Germany
|6th
|Long jump
|6.71 m NR
|-
|2010
|NACAC U23 Championships
|Miramar, Florida, United States
|bgcolor=gold|1st
|Long jump
|6.43m (wind: 0.9 m/s)
|-
!colspan="6"|Representing  Anh Quốc and  Anh
|-
|2011
|World Championships
|Daegu, South Korea
|20th (q)
|Long jump
|6.34 m
|-
|2012
|World Indoor Championships
|Istanbul, Turkey
|bgcolor="cc9966"  | 3rd
|Long jump
|6.89 m NR
|-
|rowspan=2|2013
|European Indoor Championships
|Gothenburg, Sweden
|4th
|Long jump
|6.69 m
|-
|World Championships
|Moscow, Russia
|6th
|Long jump
|6.79 m
|-
|rowspan=2|2014
|World Indoor Championships
|Sopot, Poland
|4th
|Long jump
|6.68 m
|-
|Commonwealth Games
|Glasgow, Scotland
|4th (q)
|Long jump
|6.51 m
|-
|2015
|World Championships
|Beijing, China
|bgcolor=silver|2nd
|Long jump
|7.07m NR
|-
|rowspan=2|2016
|World Indoor Championships
|Portland, United States
|8th
|Long jump
|6.57 m
|-
|Olympic Games
|Rio de Janeiro, Brazil
|21st (q)
|Long jump
|6.36 m
|-
|2017
|World Championships
|London, United Kingdom
|13th (q)
|Long jump
|6.45 m
|-
|rowspan=2|2018
|Commonwealth Games
|Gold Coast, Australia
|bgcolor=cc9966|3rd
|Long jump
|6.75 m
|-
|European Championships
|Berlin, Germany
|bgcolor=cc9966|3rd
|Long jump
|6.70 m
|}